# Лавкі (Браневський повіт)
Лавкі (пол. Ławki, нім. Lauck) — село в Польщі, у гміні Вільчента Браневського повіту Вармінсько-Мазурського воєводства.
Населення — 205 осіб (2011).
У 1975-1998 роках село належало до Ельблонзького воєводства.

## Демографія
Демографічна структура станом на 31 березня 2011 року:
|          | Загалом | Допрацездатний вік | Працездатний вік | Постпрацездатний вік |
| -------- | ------- | ------------------ | ---------------- | -------------------- |
| Чоловіки | 110     | 27                 | 69               | 14                   |
| Жінки    | 95      | 18                 | 56               | 21                   |
| Разом    | 205     | 45                 | 125              | 35                   |